# 개성 경천사지 십층석탑
개성 경천사지 십층석탑(開城 敬天寺址 十層石塔)은 고려 충목왕 4년 (1348년) 시기에 경기도 개풍군 광덕면 부소산에 있는 경천사에 세워진 석탑이며 현재 국립중앙박물관에 보관 되어 있다. 탑의 높이는 13.5 미터로 1962년 12월 20일 국보 제86호로 지정되었다.

## 역사
이 탑은 원나라의 영향을 받은 것으로, 고려 말기 친원 권문세족들이 지었다. 회색의 대리석으로 만들었으며, 조성 이후 미신,반(反)종교적인 이유로 인해 3층 탑신부까지의 하층부 불교관련 도상들의 파손이 많았다. 1902년 세키노 다다시의 조사보고로 폐사지에 있다고 알려졌고, 1907년 순종의 가례식에 참석한 일본 궁내대신 다나카 미쓰아키에 의해 불법적으로 반출되었다는 비난 여론이 일자 1916년 조선총독부는 석탑 반출 사실을 조사하고 1918년 11월 15일 한반도로 반환하였다. 반환 후 경복궁 근정전 회랑에 방치돼 있다가, 1960년에 수리해 경복궁에 세워졌고, 1962년 국보 제86호로 지정되었다. 1995년 국립문화재연구소에 의해 보존처리되다가, 2005년 국립중앙박물관에 전시돼 현재에 이른다.

## 형태
3단으로 된 기단(基壇)은 위에서 보면 아(亞)자 모양이고, 그 위로 올려진 10층의 높은 탑신(塔身) 역시 3층까지는 기단과 같은 아(亞)자 모양이었다가, 4층에 이르러 정사각형의 평면을 이루고 있다. 기단과 탑신에는 화려한 조각이 가득 차 있는데, 부처, 보살, 풀꽃무늬 등이 뛰어난 조각수법으로 새겨져 있다. 4층부터는 각 몸돌마다 난간을 돌리고, 지붕돌은 옆에서 보아 여덟 팔(八)자 모양인 팔작지붕 형태의 기와골을 표현해 놓는 등 목조건축을 연상케 하는 풍부한 조각들이 섬세하게 새겨져 있다. 탑의 1층 몸돌에 고려 충목왕 4년(1348)에 세웠다는 기록이 있어 만들어진 연대를 정확히 알 수 있다. 새로운 양식의 석탑이 많이 출현했던 고려시대에서도 특수한 형태를 자랑하고 있으며, 우리나라 석탑의 일반적 재료가 화강암인데 비해 대리석으로 만들어졌다는 점도 특이하다. 전체적인 균형과 세부적인 조각수법이 잘 어우러진 아름다운 자태로 눈길을 끌며, 지붕돌의 처마가 목조건축의 구조를 그대로 나타내고 있어 당시의 건축양식을 엿볼 수 있는 좋은 자료가 된다. 이러한 양식은 이후 조선시대에 이르러 서울 원각사지 십층석탑(국보 제2호)에 영향을 주기도 하였다.

### 장식 부조
고려시대 탑파에 장식한 부조로서 중요한 것이 이 탑의 부조이다. 기단과 탑신의 각부에는 십이지상(十二之相)의 불상·보살·천부(天部)·나한(羅漢)·비구형(比丘形)의 각종 군상이 장려하게 조각되고 있을 뿐만 아니라 상륜부(相輪部)·옥개(屋蓋)·기둥 두공 등 목조건물의 세부를 변화있게 조각으로 전개시키고 있다. 여기 부조는 원(元)의 표현 형식이 혼입(混入)되어 있음을 보이는데 원공장(元工匠)이 직접 가담하여 만든 전형적인 기준작(基準作)으로서 중요하다.

## 사진

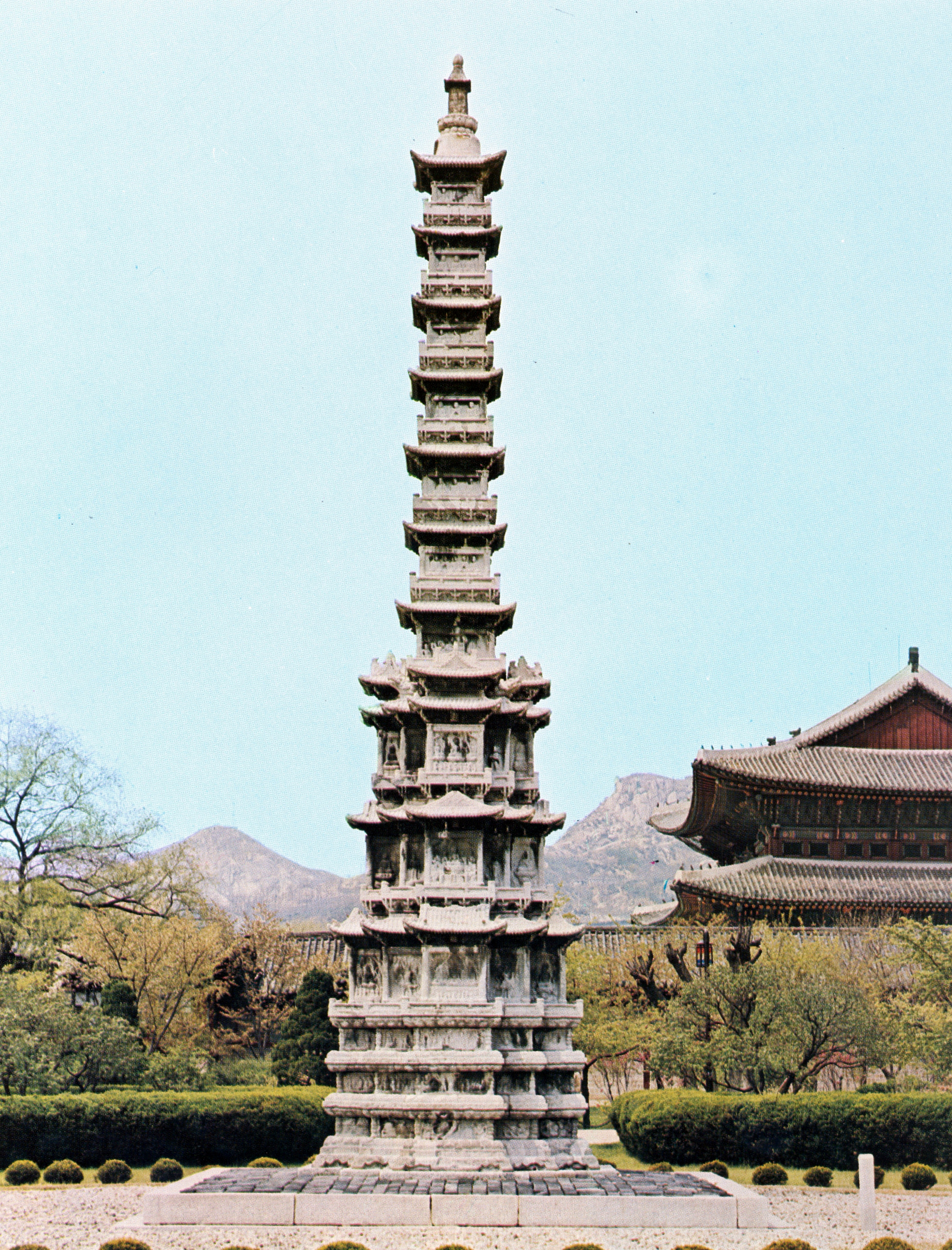
경복궁에 있던 모습
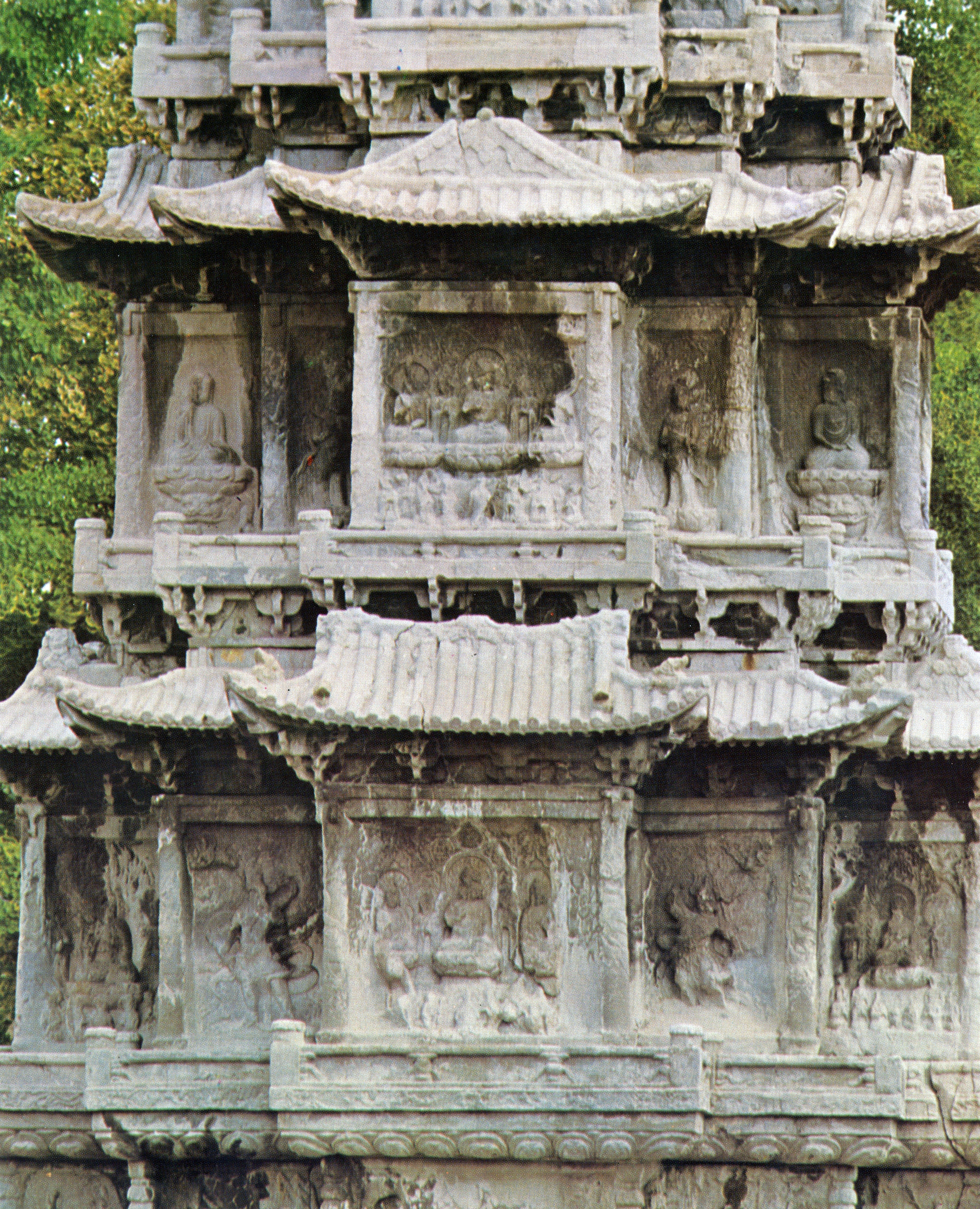
경복궁 시절 탑 세부 모습
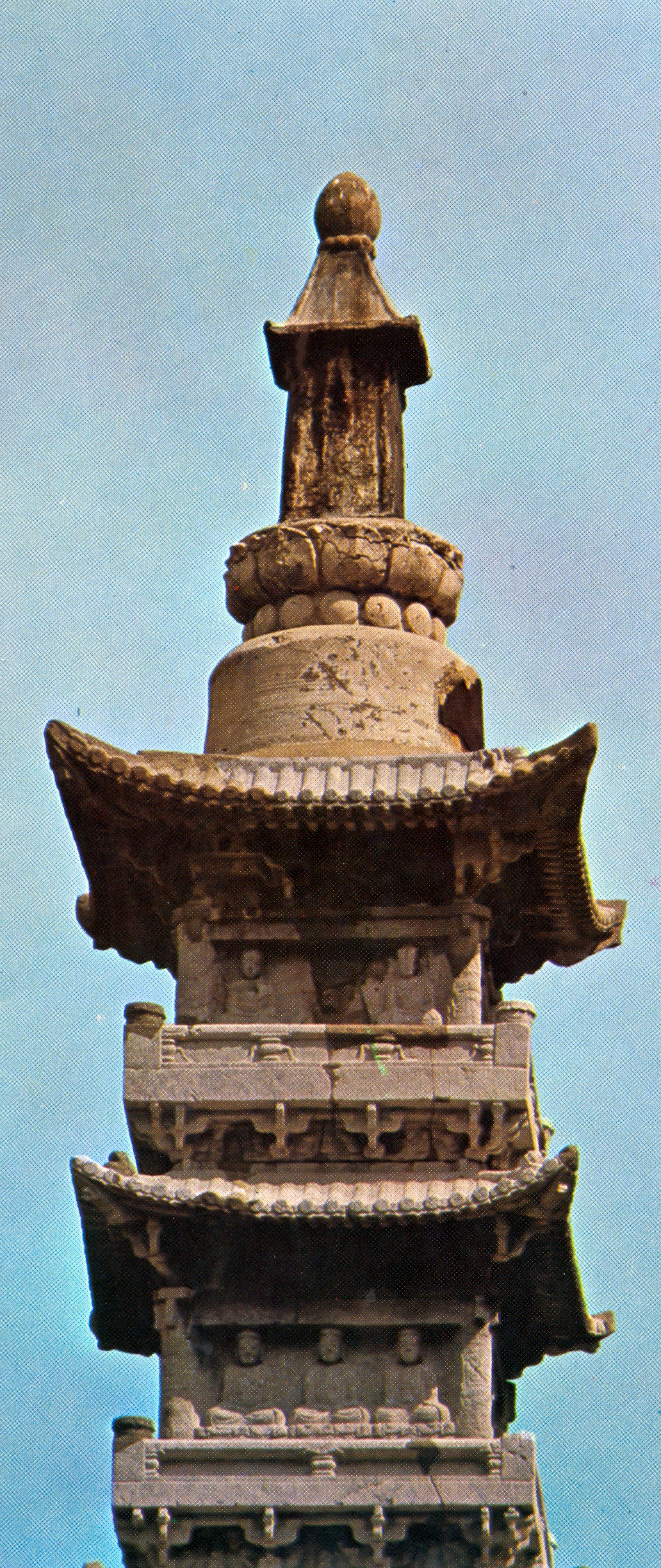
경복궁 시절 탑 세부 모습
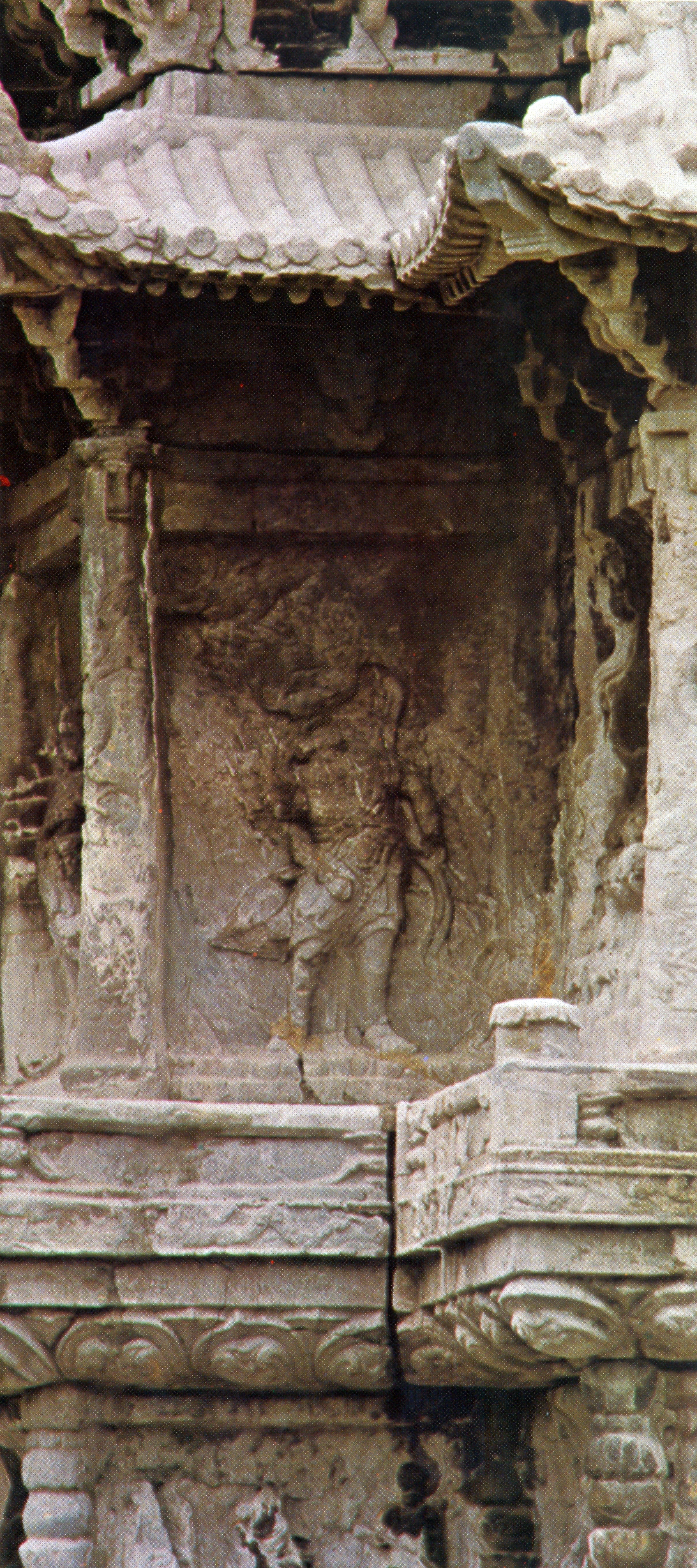
경복궁 시절 탑 세부 모습
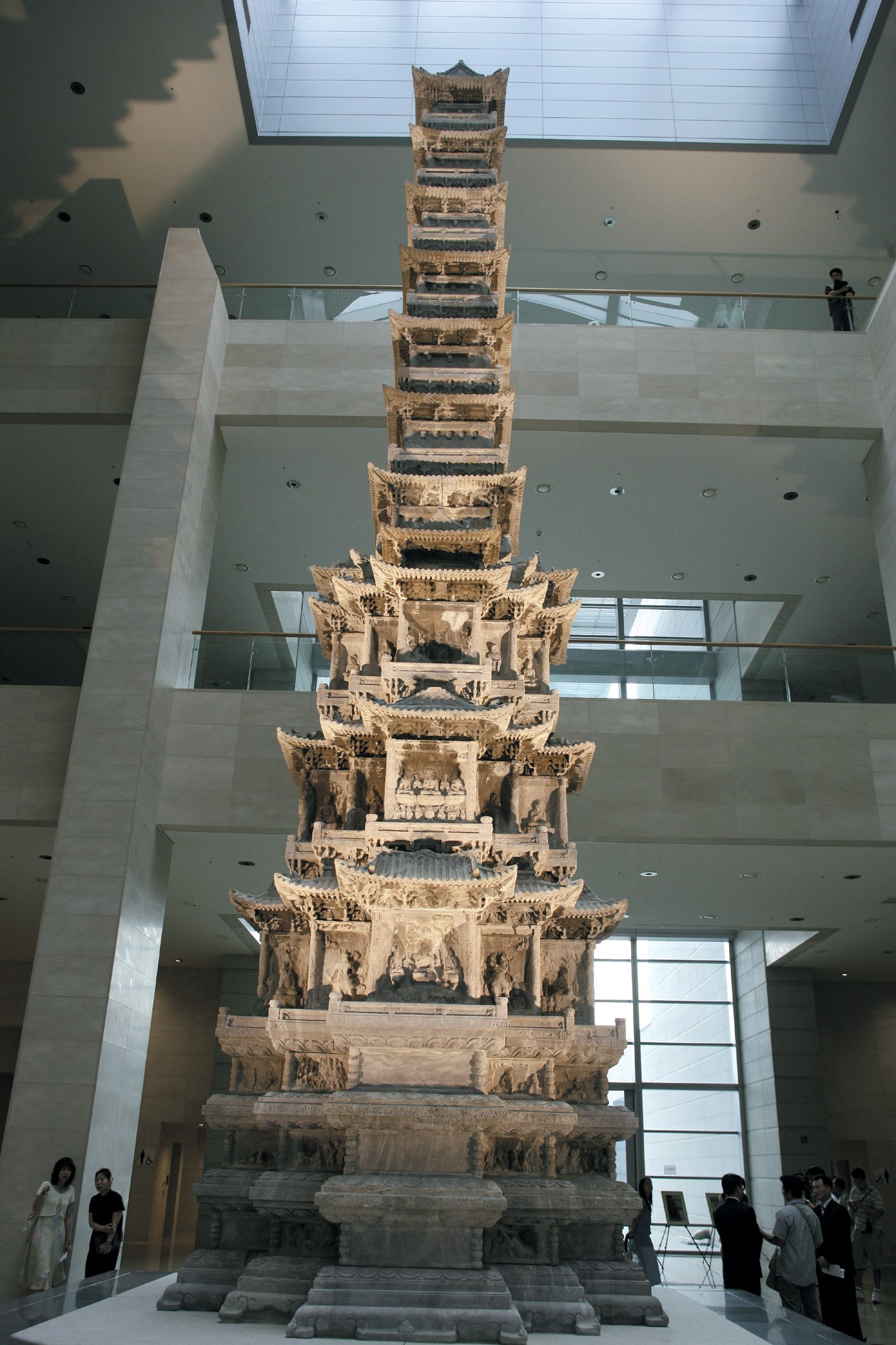
국립중앙박물관 전시 모습

## 같이 보기
- 서울 원각사지 십층석탑
- 국립중앙박물관